# Giorgio Fabor
Giorgio Fabor, nome d'arte di Fabio Borgazzi, noto anche con lo pseudonimo di Fabio Fabor (Milano, 24 aprile 1920 – 3 agosto 2011), è stato un compositore e direttore d'orchestra italiano.

## Biografia
Dopo essersi diplomato in composizione musicale, direzione d'orchestra e pianoforte al Conservatorio di Musica Giuseppe Verdi della città natale, collabora con diversi artisti come Carlo Savina, Oscar Rocchi, Giancarlo Barigozzi, Marco Tutino, Carlo Donida, Riccardo Pazzaglia, Gian Carlo Testoni e numerosi altri. Uno dei suoi primi successi lo ottenne nel 1948 con Ancora, interpretato da Flo Sandon's. Partecipò come autore, firmandosi anche come Fabio Fabor, a cinque edizioni del Festival di Sanremo tra il 1952 e il 1962, cogliendo il miglior piazzamento nell'edizione del 1958 con Amare un'altra, interpretata da Gino Latilla e Nilla Pizzi, che si classifica in terza posizione. Indimenticabile l'incisione di Luciano Tajoli e quella incisa in seguito da Iva Zanicchi.
Per il cinema italiano debuttò come compositore di colonne sonore nel 1950, per tre documentari a cortometraggio diretti da Dino Risi e Luigi Comencini. Nel 1956 firmò le musiche di Poveri ma belli, sempre diretto da Risi, che fu campione d'incassi, e fino al 1970 collaborò a una quindicina di film, alcuni dei quali di buon successo, a volte accreditato come Georg oppure Jorge Fabor. Fu anche consulente e organizzatore di diverse case discografiche, e in seguito lavorò anche per la televisione.
L'ultima sua collaborazione fu nel film documentario Rughe (2009) di Francesco D'Ascenzo, proiettato postumo due anni dopo, dove comparve insieme ad altri musicisti come Lelio Luttazzi, Roberto Pregadio, Franco De Gemini e Stefano Torossi. È deceduto nell'agosto del 2011 all'età di 91 anni.

## Filmografia

### Colonne sonore
- Come nasce il kilowattora, regia di Dino Risi e Gip Tortorella (1950) – cortometraggio documentario
- La miniera di luce, regia di Dino Risi e Gip Tortorella (1950) – cortometraggio documentario
- Il museo dei sogni, regia di Luigi Comencini (1950) – cortometraggio documentario
- Il prigioniero della montagna, regia di Luis Trenker (1955)
- La grande barriera, regia di Achille Bolla (1956) – documentario
- Poveri ma belli, regia di Dino Risi (1957)
- Non cantare... baciami!, regia di Giorgio Simonelli (1957)
- Caporale di giornata, regia di Carlo Ludovico Bragaglia (1958)
- Carmela è una bambola, regia di Gianni Puccini (1958)
- Marinai, donne e guai, regia di Giorgio Simonelli (1958)
- La duchessa di Santa Lucia, regia di Roberto Bianchi Montero (1959)
- Cerasella, regia di Raffaello Matarazzo (1959)
- La moglie di mio marito, regia di Antonio Roman (1961)
- Cacciatori di dote, regia di Mario Amendola (1961) come Fabio Fabor
- Los castigadores, regia di Alfonso Balcázar (1962)
- Il duca nero, regia di Pino Mercanti (1963)
- I due mafiosi, regia di Giorgio Simonelli (1963)
- Il ladro di Damasco, regia di Mario Amendola (1964)
- Due mafiosi nel Far West, regia di Giorgio Simonelli (1964)
- Una ragazza piuttosto complicata, regia di Damiano Damiani (1968)
- La furia dei Kyber (El tigre del Kyber), regia di José Luis Merino (1970)